# Elzéar Baillargeon
Pour les articles homonymes, voir Baillargeon.
Elzéar Baillargeon (25 octobre 1877, Québec, Québec, Canada - 26 mai 1935, Québec, Québec, Canada), est un avocat et un enseignant québécois. Il a été bâtonnier du Québec.

## Origine et formation
Baptisé le 26 octobre 1877 au sein de l'Église catholique romaine, Elzéar Baillargeon est le fils aîné d'Elzéar Baillargeon, marchand de Québec, et de Marguerite-Catherine Lelièvre. Le grand-père d'Elzéar, Pierre Baillargeon (en), a siégé au Sénat du Canada pour la division sénatoriale de Stadacona de 1874 à 1891,. Ses grands-oncles sont Charles-François Baillargeon, archevêque de Québec de 1867 à 1870 et l'abbé Charles-François Painchaud (en), fondateur du collège Sainte-Anne-de-la-Pocatière,,. Le juge Louis-Philippe Pelletier est également son oncle par alliance. L'ancêtre de la famille Baillargeon de Québec, Jean Baillargeon, apparait pour la première fois dans des registres officiels lorsqu'il épouse Marguerite Guillebourday le 20 novembre 1650, en la paroisse Notre-Dame-de-Québec.
Deux autres enfants sont connus du couple Baillargeon-Lelièvre : Catherine-Hélène-Marguerite Baillargeon, sa petite sœur, et Robert-Charles-Jules Baillargeon, son petit frère. Ce dernier deviendra  notaire à la Ville de Québec. Le 10 avril 1882, alors qu'il n'a que quatre ans, le père d'Elzéar meurt des suites d'une « longue et douloureuse maladie soufferte avec résignation ». Rien n'indique que Marguerite-Catherine Lelièvre se soit remariée.
Elzéar Baillargeon fait ses études classiques au collège Sainte-Anne-de-la-Pocatière, celui qui a été fondé par son grand-oncle, puis poursuit son parcours scolaire en étudiant le droit à l'Université Laval de Québec en 1898,. Immédiatement après l'obtention de son diplôme, Elzéar Baillargeon est reçu membre du Barreau du Québec en juillet 1901,. En raison de son succès scolaire, Elzéar Baillargeon a été le récipiendaire de la Médaille du Gouverneur-Général du Canada.

## Carrière professionnelle
Elzéar Baillargeon entre d'abord en société avec son oncle par alliance, Louis-Philippe Pelletier, ainsi qu'un autre associé, Françoix-Xavier Drouin, et ils forment ensemble le cabinet d'avocats Drouin, Pelletier & Baillargeon. Plus tard, ce sont les avocats Alexandre Alleyn et Louis St-Laurent, futur premier ministre du Canada, qui se joignent au groupe. Éventuellement, la société d'avocats fusionne avec une autre société, Belleau, Belleau & Belleau (Isidore, Eusèbe et Noël), et tous ensemble ils forment le cabinet d'avocats Belleau, Pelletier, Belleau, Baillargeon, Belleau & Alleyn.
Le 12 août 1916, Elzéar Baillargeon, Eusèbe Belleau, Noël Belleau, Uldéric Saindon et Blanche Giguère fondent la corporation Le Crédit Anglo-Français, Limitée.
Éventuellement, Elzéar Baillargeon vint à être employé par son alma mater et il devient enseignant à la Faculté de droit de l'Université Laval. En avril 1917, Elzéar Baillargeon est officiellement nommé professeur agrégé de l'Université Laval. Enseignant le droit civil, Elzéar reste pendant toute sa vie à l'emploi de l'Université Laval, et est un membre important de la Chaire de recherche en procédure civile de la Faculté de droit de l'Université Laval. Après plusieurs années consacrées à l'enseignement et la pratique du droit, Elzéar Baillargeon obtient son doctorat en droit auprès de la même institution universitaire québécoise en février 1920,,.
De 1924 à 1927, Elzéar Baillargeon agit à titre de syndic au sein du Barreau de Québec. À la fin de son mandat, il est élu bâtonnier de Québec par acclamation le 3 mai 1927,. En juillet de la même année, Elzéar Baillargeon est élu bâtonnier du Québec pour le bâtonnat de 1927-1928.
À la fin de sa carrière, Elzéar Baillargeon pratique le droit avec Gabriel Belleau, Laval Fortier et Guy Des Rivières au sein du cabinet Baillargeon, Belleau, Fortier & Des Rivières,.

## Vie privée et décès

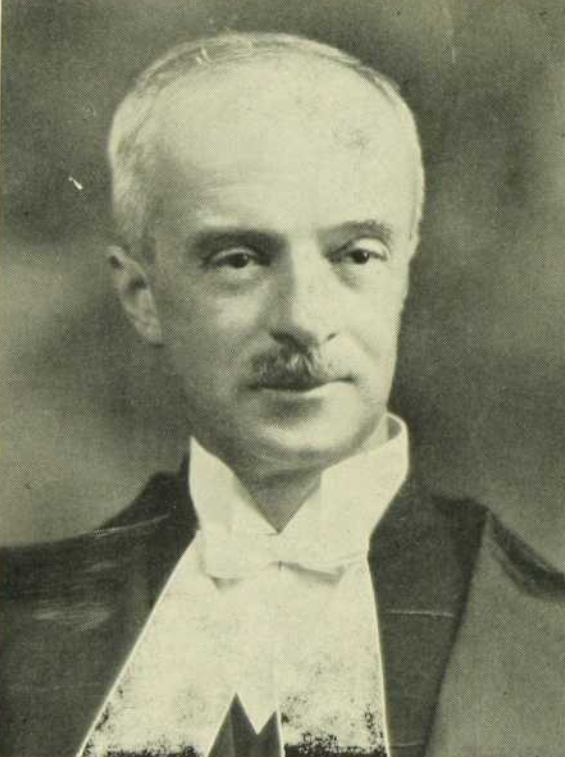
Elzéar Baillargeon, 1931.

Le 5 février 1906, Elzéar Baillargeon épouse Marie-Gabrielle Belleau à la basilique Notre-Dame de Québec. Quatre enfants sont connus du couple : Marie-Louise-Catherine-Anne Baillargeon, Marie-Gabrielle Baillargeon (morte en bas âge), Marie-Gabrielle-Jeanne-Marguerite Baillargeon et Marguerite-Marie Baillargeon.
Le 26 mai 1935 à 7 h 30 du matin, à l'âge de 57 ans, Elzéar Baillargeon est décédé des suites d'une crise d'angine. Les funérailles se sont déroulées le lendemain matin à 9 heures à la basilique Notre-Dame de Québec, puis le corps du défunt avocat a été inhumé au cimetière Belmont, lieu de son dernier repos.
Pour honorer sa mémoire, l'épouse d'Elzéar Baillargeon, Marie-Gabrielle Belleau, fonde un prix destiné à être donné à l'étudiant de troisième année qui se classera premier à l'examen écrit de procédure pratique pour l'obtiention de la licence, le prix Elzéar-Baillargeon.
Le neveu d'Elzéar Baillargeon, Pierre Elzear Rodolphe Baillargeon, sergent de section de l'Aviation royale canadienne, est mort au combat le 19 juin 1944 lors de la Seconde Guerre mondiale, vraisemblablement pendant la campagne de Normandie,.

## Hommages et distinctions

### Titre honorifique
- Conseiller du roi

### Titre de civilité
- Monsieur le bâtonnier[14]

#### Droit
- Avocat, Juriste
- Droit au Québec, Droit civil
- Histoire du droit au Québec, XIXe siècle en droit au Québec, XXe siècle en droit au Québec
- Système judiciaire du Québec, Loi du Québec
- Barreau du Québec, Bâtonnier du Québec
- Barreau de Québec, Districts judiciaires du Québec
- Code civil du Bas-Canada, Code criminel du Canada